# Грибановський (селище міського типу)
Грибановський (рос. Грибановский) — смт у Грибановському районі Воронезької області Російської Федерації. Адміністративний центр району.
Населення становить 14 888 осіб. Входить до складу муніципального утворення Грибановське міське поселення.

## Історія
Населений пункт розташований у історичному регіоні Чорнозем'я. Від 1935 року належить до Грибановського району, спочатку в складі Центрально-Чорноземної області, а від 1934 року — Воронезької області.
Згідно із законом від 15 жовтня 2004 року входить до складу муніципального утворення Грибановське міське поселення.

## Населення
| 1959    | 1970    | 1979    | 1989    | 2002    | 2009    | 2010    |
| ------- | ------- | ------- | ------- | ------- | ------- | ------- |
| 15 928  | ↗17 219 | ↘16 410 | ↗17 122 | ↗17 461 | ↘16 633 | ↘15 686 |
| 2012    | 2013    | 2014    | 2015    | 2016    | 2017    | 2018    |
| ↘15 513 | ↘15 374 | ↘15 272 | ↘15 255 | ↘15 139 | ↘15 040 | ↘14 888 |